# Mihaela Cambei
Mihaela Valentina Cambei (n. 18 noiembrie 2002, Dofteana, Bacău, România) este o halterofilă română, medaliată cu argint la Jocurile Olimpice de la Paris din 2024. Ea a câștigat și medalia de aur la 49 kg la Campionatele Europene de haltere din 2023, 2024 și 2025.

## Carieră
În 2018, Cambei a câștigat medalia de bronz la 48 kg la Jocurile Olimpice de Vară ale Tineretului, organizate la Buenos Aires, Argentina.
La Campionatele Europene de haltere juniori și U23 din 2019 desfășurate la București, ea a câștigat medalia de argint la junioare la 49kg la categoriile smuls, aruncat și total. În 2021, Cambei a câștigat medalia de bronz la proba feminină de 49 kg la Campionatele Europene de haltere din 2021, organizate în Rusia la Moscova. Ea a câștigat, de asemenea, medalia de argint la Campionatele Mondiale de haltere pentru juniori desfășurate la Tașkent în Uzbekistan.
Cambei a câștigat medalia de aur la 49 de kg la Campionatele Europene de haltere juniori și U23 din 2022, desfășurate la Durrës, Albania.
Cambei a câștigat medalia de argint la 49 kg la femei, la proba smuls la Campionatele Mondiale de haltere din 2022 desfășurate la Bogotá în Columbia.
După ce la Campionatele europene de la Sofia  din februarie 2024, a câștigat trei medalii de aur și a doborât două recorduri europene, la stilul aruncat și la total, la 49 de kg, Cambei a fost declarată cea mai bună halterofilă din Europa în 2023.
În același an, ea a cucerit medalia de argint la Jocurile Olimpice de la Paris în categoria de 49 kg. La Campionatul European de Haltere din 2025 de la Chișinău a câștigat din nou trei medalii de aur.
Mihaela Cambei este pregătită de Valeriu Calancea, participant la Olimpiadele din 2000 și 2004.
În 2024 ea a primit Ordinul Meritul Sportiv clasa a II-a cu o baretă.

## Rezultate
| An                  | Locul de desfășurare        | Greutate          | smuls (kg)        | smuls (kg)        | smuls (kg)        | smuls (kg)        | aruncat (kg)      | aruncat (kg)      | aruncat (kg)      | aruncat (kg)      | Total             | Rang              |
| An                  | Locul de desfășurare        | Greutate          | 1                 | 2                 | 3                 | Rang              | 1                 | 2                 | 3                 | Rang              | Total             | Rang              |
| Jocurile Olimpice   | Jocurile Olimpice           | Jocurile Olimpice | Jocurile Olimpice | Jocurile Olimpice | Jocurile Olimpice | Jocurile Olimpice | Jocurile Olimpice | Jocurile Olimpice | Jocurile Olimpice | Jocurile Olimpice | Jocurile Olimpice | Jocurile Olimpice |
| ------------------- | --------------------------- | ----------------- | ----------------- | ----------------- | ----------------- | ----------------- | ----------------- | ----------------- | ----------------- | ----------------- | ----------------- | ----------------- |
| 2024                | Paris, Franța               | 49 kg             | 89                | 91                | 93                | 1                 | 106               | 110               | 112               | 2                 | 205               | 2                 |
| Campionate mondiale |                             |                   |                   |                   |                   |                   |                   |                   |                   |                   |                   |                   |
| 2022                | Bogotá, Columbia            | 49 kg             | 86                | 89                | 90                | 2                 | 104               | 107               | 108               | 8                 | 194               | 4                 |
| 2023                | Riad, Arabia Saudită        | 49 kg             | 90                | 94                | 94                | 3                 | 105               | 108               | 108               | 9                 | 195               | 5                 |
| Campionate europene |                             |                   |                   |                   |                   |                   |                   |                   |                   |                   |                   |                   |
| 2021                | Moscova, Rusia              | 49 kg             | 80                | 84                | 84                | 4                 | 96                | 100               | 102               | 2                 | 180               | 3                 |
| 2023                | Erevan, Armenia             | 49 kg             | 85                | 90                | 92                | 1                 | 100               | 103               | 106               | 1                 | 198               | 1                 |
| 2024                | Sofia, Bulgaria             | 49 kg             | 85                | 90                | 95                | 1                 | 100               | 105               | 109               | 1                 | 199               | 1                 |
| 2025                | Chișinău, Republica Moldova | 49 kg             | 85                | 85                | 85                | 1                 | 97                | 100               | 105               | 1                 | 190               | 1                 |

## Legături externe
Materiale media legate de Mihaela Cambei la Wikimedia Commons
- Mihaela Cambei la Comitetul Olimpic și Sportiv Român (arhivat)
- Mihaela Cambei la olympics.com